# TSV 1860 München
Turn- und Sportverein München von 1860, TSV 1860 München ali preprosto 1860 München, oziroma 1860 Munich je nemški nogometni klub iz mesta München. Klub je bil ustanovljen 17. maja 1860 in trenutno igra v regionalni ligi Bayern, ko je po sezoni 2016/17 padel v dodatne kvalifikacije za obstanek v 2. Bundesligi, a bil pri tem neuspešen. Za igro v 3. Bundesligi pa ni uspel pridobiti licence. Klub je bil eden od ustanoviteljev Bundeslige leta 1963 in v njej igral skupno 20 sezon. Bil pa je tudi nemški prvak leta 1966, leto pozneje pa podprvak.
Domači stadion kluba je Allianz Arena, na katerem deluje tudi Bayern München, njegov največji rival. Barvi dresov sta modra in bela.